# 小眼銼口象鼻魚
小眼銼口象鼻魚，為輻鰭魚綱骨舌魚目象鼻魚科的其中一種，被IUCN列為次級保育類動物，分布於非洲剛果及喀麥隆間的剛果河流域，棲息於水底，具有發電器官，用來偵測獵物，體長可達9公分。